# Pseudelaeodes
Pseudelaeodes is een geslacht van vlinders van de familie uilen (Noctuidae), uit de onderfamilie Amphipyrinae.

## Soorten
- P. proteoides (Kenrick, 1917)
- P. sogai Viette, 1969